# Hugo Aguilar Ortiz
Hugo Aguilar Ortiz (San Agustín Tlacotepec, Oaxaca; 1 de abril de 1973) es un abogado y activista mexicano de origen ñuu savi (mixteco). Fue electo integrante y presidente de la Suprema Corte de Justicia de la Nación el 1 de junio de 2025, en las primeras elecciones para elegir al Poder judicial en México, derivado de la reforma judicial del 2024.

## Biografía
Hugo Aguilar Ortiz nació en 1973, en el pueblo mixteco de San Agustín Tlacotepec. En su comunidad aprendió a cultivar la tierra.

### Estudios
Hugo Aguilar estudió su carrera en derecho, en la Universidad Autónoma Benito Juárez de Oaxaca, titulándose con la tesis Pluralismo Jurídico, el sistema electoral indígena en la legislación oaxaqueña. En esa misma institución realizó sus estudios de posgrado de 2012 a 2014, en la maestría en derecho constitucional.

## Trayectoria Profesional

### Funcionario
Como abogado, se ha dedicado principalmente en defender legalmente a personas de pueblos originarios o indígenas. Fue abogado auxiliar en la Procuraduría para la Defensa Indígena, y más tarde asesor legal en casos agrarios, sistemas normativos y conflictos territoriales. También ha coadyuvado con instancias de gobierno locales, nacionales e internacionales, como la Oficina del Alto Comisionado sobre Derechos Humanos en México. Entre 1996 y 2010, fue representante legal de más de 25 comunidades de pueblos originarios de su entidad, encabezando litigios en temas jurisdiccionales, agrarios y políticos ante diversos tribunales, incluyendo a la Suprema Corte de Justicia.
En 2010, durante el sexenio de Gabino Cué Monteagudo, fue director jurídico de la Secretaría de Asuntos Indígenas en Oaxaca.
De 2011 a 2016 fue subsecretario de Derechos Indígenas en Oaxaca. De 2016 a 2018 estuvo en la Dirección de Sistemas Normativos del Instituto Electoral de Oaxaca. En 2018 fue el coordinador de Derechos Indígenas en el Instituto Nacional de los Pueblos Indígenas (INPI), puesto en el que promovió la reforma al artículo 2 de la Constitución, con respecto a los Derechos de los pueblos indígenas y afromexicanos, así como la restitución de tierras al pueblo yaqui en Sonora.
Asimismo participó en la 51 sesión de la Subcomisión de Prevención de Discriminaciones y Protección de las minorías, Ginebra, Suiza.

### Suprema Corte de Justicia de la Nación
Durante las elecciones al poder judicial en México, que fueron las primeras realizadas en la historia del país, Hugo Aguilar fue propuesto como candidato por el Poder Ejecutivo, apoyado por la presidenta Claudia Sheinbaum. Desde febrero de 2025, la presidenta señaló que "queremos que un indígena llegue a la Suprema Corte", y el mismo Aguilar Ortiz indicó "Ya nos toca".
Las propuestas de Aguilar como candidato a la SCJN estaban agrupadas en siete ejes: ": justicia pluricultural, humanista, comprometida y cercana al pueblo, justicia real y verdadera, para la igualdad sustantiva y con perspectiva de género, enfoque intercultural y justicia ambiental."
El 1 de junio se realizaron las elecciones federales al poder judicial, donde se eligieron a los integrantes de la Suprema Corte de Justicia de la Nación. Las 9 personas seleccionadas fueron Hugo Aguilar, Lenia Batres, Yasmín Esquivel, Loretta Ortiz, María Ríos González, Giovanni Azael Figueroa Mejía, Sara Herrerías Guerra, Irving Espinosa y Artístides Guerrero.
Hugo Aguilar fue el candidato más votado, con 6,2 millones, con lo cual sería el primer presidente de la SCJN, por un periodo de dos primeros años.
A partir del anuncio de su victoria, Aguilar señaló que como ministro de la Suprema Corte no usaría la toga, la vestimenta habitual del cargo, pues así integrantes de comunidades indígenas se lo habrían pedido y porque, bajo su argumentación, esto le ayudaría a no olvidar sus orígenes.

## Controversias

### Facilitación de mega-proyectos
Según el activista indígena Joaquín Galván, Hugo Aguilar no está exentó de ser cuestionado por su ejercicio dentro del INPI “por temas como los megaproyectos, las consultas y el manejo de las denuncias contra miembros del INPI por mujeres”. Aguilar Ortiz fue responsable de coordinar las consultas entre comunidades indígenas para avalar tanto el Tren Maya como el Tren Interoceánico. En el caso del Tren Maya, la Oficina del Alto Comisionado de las Naciones Unidas para los Derechos Humanos denunció que el proceso de consulta no cumplió con los estándares internacionales en la materia.

### Relación con desaparición de Sandra Domínguez
En marzo de 2020, la abogada y defensora de  derechos humanos Sandra Domínguez Martínez, denunció por medio de redes sociales la existencia de un chat de whatsapp donde se exhibía y violentaba sexualmente a mujeres de comunidades mixes. El chat, llamado Sierra XXX, contaba con la participación de funcionarios del Instituto Nacional de los Pueblos Indígenas.  Posterior a la denuncia, la activista denunció acoso por parte de los funcionarios que conformaban ese chat, incluyendo a funcionarios que eran parte del equipo liderado por Hugo Aguilar. En octubre de 2024 Sandra fue secuestrada y su cuerpo sin vida fue hallado junto al de su esposo en una fosa clandestina, el 24 de abril de 2025.

## Premios y reconocimientos
- 2001: Premio Nacional de la Juventud Indígena.[6]